# 工夫紅茶
工夫紅茶 （くふうこうちゃ、英語: Congou、中国語: 工夫红茶）は19世紀の欧米の茶輸入者が用いた中国紅茶の一種を表す用語。19世紀のイングリッシュ・ブレックファスト・ティーのブレンドのベースとなった。

## 名称
茶の名前Congouは中国武術 (kung fu)と同じ「工夫」（gongfu）に由来し閩南語の発音を通してkang-huとなった。これは工夫茶 (功夫茶)（Gongfu tea ceremony）と同じ語であり、工夫紅茶は現地では工夫茶の様式で飲まれている。
人気の種類であるPanyang Congou（若しくはPanyong Congou）は坦洋（拼音: tǎnyáng）の転訛で、この紅茶を普及させた福建省福安市の小さな村に由来する。20か国以上に輸出され1915年のサンフランシスコ万国博覧会で最高金賞を受賞した、かつて西洋において最も高価な紅茶の種類であるとされ、1958年に設立された国営企業が少量生産を続けている。

## 工夫茶の源泉
輸入業者が"Cangou"と称したものは、潮州工夫茶若しくは潮汕工夫茶という中国茶の「エスプレッソ」である廈門若しくは潮州の工夫茶や祁門紅茶（祁門工夫）であり、葉を砕くことなく、薄くびっしりとした細かい葉にするのに細心の注意を必要とする。

## 脚註
1. ↑  Daily Life in 18Th-Century England - Page 238 Kirstin Olsen - 1999 "緑茶の珠茶や紅茶のペコのような味の濃い茶は概して味の薄い熙茶や花茶とブレンドされる。工夫茶は最もポピュラーな茶であった。すなわち安く最も大衆向けの武夷岩茶は…。」
2. ↑  The Penny magazine of the Society for the Diffusion of Useful Knowledge - Volume 9 - Page 75 Charles Knight, Society for the Diffusion of Useful Knowledge (Great Britain) - 1840 "Congou, the next in quality to 正山小種, is called by the Chinese Koong-foo (" labour — assiduity"), and consists of a careful selection of the ... Thus, Canton Bohea is a mixture of the commonest Congou with the inferior tea of the province."
3. ↑  http://languagelog.ldc.upenn.edu/nll/?p=3282
4. ↑  http://ratetea.com/style/panyang-congou/38/
5. ↑  http://www.teaandcoffee.net/0607/tea.htm
6. ↑  Shyam Narain Singh, Amarendra Narain, Purendu Kumar Socio-Economic and Political Problems of Tea Garden Workers Page 75  2006 「最小の葉はオレンジペコ、2番目の葉はペコ、3番目の葉はペコスーション、4番目の葉はスーション、5番目の葉は工夫という等級になる。」
7. ↑  Kit Boey Chow, Ione Kramer - All Teas in China - Page 179 1990 「商売のために多くの非中国人の会社が、Bohea、Congou、Hyson、Souchong、Chunmee、Sowmee、Pekoe、Keemun等中国茶の名前を社名に借用していることは特記しなくてはならない。このようなブランドには茶名でないものも含まれており…。」